# Ваграм (Люблінське воєводство)
Ваграм (пол. Wagram) — село в Польщі, у гміні Луків Луківського повіту Люблінського воєводства.
У 1975-1998 роках село належало до Седлецького воєводства.